# 農斯伯山脈

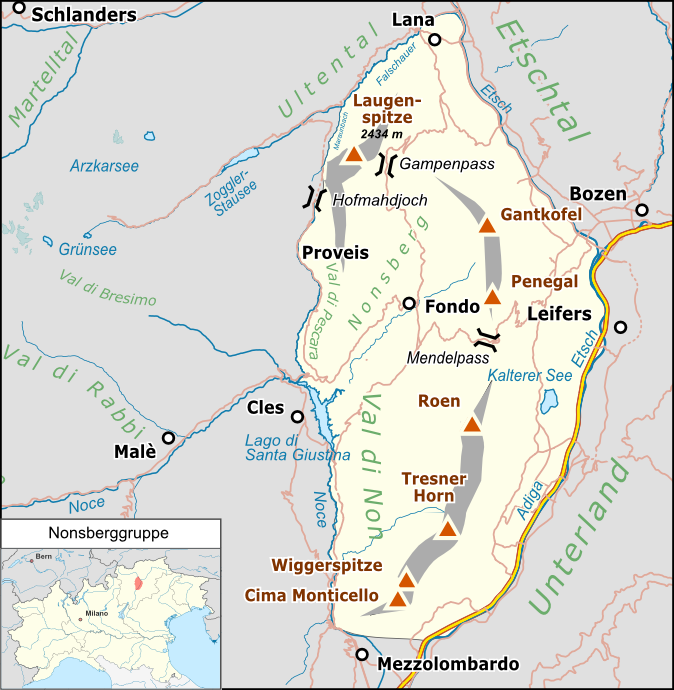

46°32′05″N 11°05′09″E / 46.53472°N 11.08583°E
農斯伯山脈（義大利語：Alpi della Val di Non），是意大利的山脈，位於該國東北部，處於博爾扎諾-南蒂羅爾自治省和特倫托自治省接壤的邊界，屬於東阿爾卑斯山脈的一部分，海拔高度2,434米。